# Plantation
Plantation je město na Floridě, ve kterém žije přibližně 92 tisíc obyvatel. Leží v okresu Broward, náleží do Metropolitní oblasti Miami.
V roce 2011 se do areálu Franka Veltriho přemístil juniorský tenisový turnaj Orange Bowl, hraný na zelené antuce.

## Osobnosti
- Valerij Bure, hokejista[2]
- Candace Cameron, herečka[2]
- Carl Hiaasen, spisovatel a novinář[3]
- Rob Hiaasen, novinář a redaktor[4]
- James Randi, jevištní kouzelník a vědecký skeptik[5]
- Seymour Schwartzman, operní pěvec a kantor[6]
- Ryan Shazier, hráč amerického fotbalu[7]
- Sloane Stephensová, tenistka[8]
- Patrick Surtain, hráč amerického fotbalu[9]
- Zach Thomas, hráč amerického fotbalu[10]
- Allen West, kongresman[11]
- XXXTentacion (narozen jako Jahseh Dwayne Onfroy), rapper[12]